# له گراند (آیووا)
له گراند (به انگلیسی: Le Grand) شهری در ایالت آیووا کشور ایالات متحده آمریکا است که جمعیت آن در سرشماری سال ۲۰۱۰ میلادی، ۹۳۸ نفر بوده‌است.